# Diocesi di Mutugenna
La diocesi di Mutugenna (in latino: Dioecesis Mutugennensis) è una sede soppressa e sede titolare della Chiesa cattolica.

## Storia
Mutugenna, forse identificabile con le rovine di Aïn-Tebla nell'odierna Algeria, è un'antica sede episcopale della provincia romana di Numidia.
La città non era molto distante da Ippona ed il vescovo sant'Agostino vi si recò diverse volte, come documentano alcune sue lettere.
Sono solo due i vescovi conosciuti di Mutugenna. Alla conferenza di Cartagine del 411, che vide riuniti assieme i vescovi cattolici e donatisti dell'Africa romana, presero parte il cattolico Antonio e il donatista Splendonio. Il nome di Antonio appare anche nelle sottoscrizioni della lettera sinodale del concilio antipelagiano celebrato a Milevi nel 416; è probabile che si tratti dello stesso vescovo presente alla conferenza del 411.
Dal 1933 Mutugenna è annoverata tra le sedi vescovili titolari della Chiesa cattolica; dal 6 novembre 2010 il vescovo titolare è Roberto Bordi, O.F.M., già vescovo ausiliare del vicariato apostolico di El Beni.

## Cronotassi

### Vescovi residenti
- Antonio † (prima del 411 - dopo il 416 ?)
  - Splendonio † (menzionato nel 411) (vescovo donatista)

### Vescovi titolari
- Thomas Joseph Mardaga † (9 dicembre 1966 - 9 marzo 1968 nominato vescovo di Wilmington)
- Philip Lussier, C.SS.R. † (17 agosto 1968 - 15 dicembre 1970 dimesso)
- Mathias William Schmidt, O.S.B. † (10 giugno 1972 - 14 maggio 1976 nominato vescovo di Ruy Barbosa)
- Bernardino Rivera Álvarez, O.F.M. † (22 novembre 1976 - 12 luglio 2010 deceduto)
- Roberto Bordi, O.F.M., dal 6 novembre 2010